# 日本のテレビアニメ作品一覧 (わ・を・ん行)
- アニメ > テレビアニメ > 日本のテレビアニメ作品一覧 > 日本のテレビアニメ作品一覧 (わ・を・ん行)
- アニメ > アニメ作品一覧 > 日本のテレビアニメ作品一覧 > 日本のテレビアニメ作品一覧 (わ・を・ん行)

日本のテレビアニメ作品一覧 (わ行)（にほんのテレビアニメさくひんいちらん (わぎょう)）は「わ」・「を」・「ん」で始まる日本のテレビアニメ作品一覧。

## わ
- ワールドウィッチーズ発進しますっ! -  プロダクションI.G、アニメビーンズ
- ワールドダイスター -  Lerche
- ワールド・デストラクション 〜世界撲滅の六人〜 - Production I.G
- ワールドトリガー - 東映アニメーション
  - ワールドトリガー 2ndシーズン - 東映アニメーション
  - ワールドトリガー 3rdシーズン - 東映アニメーション
- ワールドフールニュース -  コミックス・ウェーブ・フィルム
  - ワールドフールニュース PART Ⅱ - コミックス・ウェーブ・フィルム
- ワイルドアームズ トワイライトヴェノム - Bee Train
- ワイルド7 another -謀略運河- - イージー・フイルム
- 若おかみは小学生! - マッドハウス
- 若草のシャルロット - 日本アニメーション
- 若草の四姉妹 - 国際映画社 / 東映動画
- 若草物語 ナンとジョー先生 - 日本アニメーション
- ワカコ酒 - Office DCI
- わが青春のアルカディア 無限軌道SSX - 東映動画
- わかば*ガール - Nexus
- ワガママハイスペック -  AXsiZ
- わがまま☆フェアリー ミルモでポン! - スタジオ雲雀
  - わがまま☆フェアリー ミルモでポン! ごおるでん - スタジオ雲雀
  - わがまま☆フェアリー ミルモでポン! わんだほう - スタジオ雲雀
  - わがまま☆フェアリー ミルモでポン! ちゃあみんぐ - スタジオ雲雀
- 我が家のお稲荷さま。 - ゼクシズ
- 惑星ロボ ダンガードA - 東映動画
- わしも WASIMO - スタジオディーン
- 私がモテてどうすんだ - ブレインズ・ベース
- 私がモテないのはどう考えてもお前らが悪い! - SILVER LINK.
- わたしとわたし ふたりのロッテ - 東京ムービー新社
- 私に天使が舞い降りた! - 動画工房
- 私のあしながおじさん - 日本アニメーション
- 私、能力は平均値でって言ったよね! - project No.9
- 私の推しは悪役令嬢。 - プラチナビジョン
- わたしの幸せな結婚（第1期） - キネマシトラス
  - わたしの幸せな結婚（第2期） - キネマシトラス
- 私の百合はお仕事です! -  パッショーネ×スタジオリングス
- ワッチャプリマジ! -  タツノコプロ・DongwooA & E
- 咲う アルスノトリア すんっ! -  ライデンフィルム
- 笑ゥせぇるすまん - シンエイ動画
  - 笑ゥせぇるすまんNEW - シンエイ動画
- ワルキューレ ロマンツェ - エイトビット
- わんころべえ - キョクイチ東京ムービー
- ワンサくん - 虫プロダクション
- ワンダーエッグ・プライオリティ -  CloverWorks
- ワンダービートS-スクランブル- - 虫プロダクション / マジックバス
- ワンダーベビルくん - 総合ビジョン / RADIX
- わんぱく探偵団 - 虫プロダクション
- ワンパンマン（第1期） - マッドハウス
  - ワンパンマン（第2期） - J.C.STAFF
- ワンルーム、日当たり普通、天使つき。- オクルトノボル
- ワンワン三銃士 - 虫プロダクション
- ワンワンセレプー それゆけ!徹之進 - スタジオコメット

## を
- ヲタクに恋は難しい - A-1 Pictures

## ん
- ンめねこ - Kumarba